# The Century of the Self
The Century of the Self är en brittisk dokumentarserie från 2002 av filmskaparen Adam Curtis. Den fokuserar på psykoanalytikerna Sigmund Freuds och Anna Freuds arbete, och PR-strategen Edward Bernay. 

## Översikt
Sigmund Freud, grundaren av psykoanalysen, förändrade folkets uppfattning beträffande sinnet och dess funktionssätt. Dokumentaren undersöker olika sätt som regeringar och företag har använt sig av Freuds teorier. Freud och hans brorson Edward Bernays, som var de första som använde psykologiska tekniker i PR, diskuteras i del ett. Hans dotter Anna Freud, en pionjär inom barnpsykologi, nämns i del två. Wilhelm Reich, en motståndare av Freuds teorier, diskuteras i del tre. 
The The Century of the Self ställer en del djupare frågor angående rötterna och metoderna vilka har implementerats för att uppmuntra konsumism och kommodifiering respektive dessa fenomens konsekvenser.  
Dokumentärern ifrågasätter också sättet människor ser sig själva på idag och attityderna till mode och narcissism. 
Affärsvärlden och politisken använde psykologiska tekniker för att läsa av, skapa och uppfylla allmänhetens önskemål och för att göra sina produkter och tal så behagliga som möjligt för konsumenter och väljare.  
Curtis ifrågasätter avsikterna och ursprunget till denna relativt nya strategi  att engagera allmänheten. 
I fallet att den politiska processen en gång handlade om att engagera människors rationella, medvetna sinnen och att underlätta deras behov som grupp, hävdar Stuart Ewen, en historiker av PR-området, att politiker nu vädjar till primitiva impulser som har liten betydelse för frågor utanför de smala konsumentsamhällets egenintressen. 
Paul Mazur, en ledande Wall Street-bankir som arbetade för Lehman Brothers 1927 hade detta att säga : "Vi måste omskapa Amerika från en behovskultur till en önskekultur. Människor måste utbildas till att vilja, att vilja nya saker, redan innan de gamla har konsumerats helt. [. . . ] Människans önskemål måste överskugga hans behov." 
I del fyra är huvudpersonerna Philip Gould, en politisk strateg, och Matthew Freud, en PR-konsult och sonson till Freud. Under 1990-talet var de essentiella för att få tillbaka det Demokratiska partiet i USA och New Labour i Storbritannien till makten genom användning av fokusgruppen, som ursprungligen uppfanns av psykoanalytiker anställda av amerikanska företag för att låta konsumenterna uttrycka sina känslor och behov, precis som patienter gör i psykoterapi. 
Curtis avslutar med att säga att "Även om vi känner att vi är fria, har vi - som politikerna - blivit slavar för våra egna önskningar", och jämför Storbritannien och Amerika med 'Democracity', en utställning under 1939 års världsmässa skapad av Edward Bernays. 
BBC skrev följande när dokumentärserien skulle sändas på nytt: 
För många inom politiken och i affärsvärlden, var jagets triumf det ulitmata uttrycket för demokrati, där makten äntligen hade förflyttats till folket. Självfallet känner folket att de har maket, men har de verkligen det? 
The Century of the Self berättar en oberättad och ibland kontroversiell historia angående hur tillväxt och konsumtionssamhället kom till. Hur skapades det evigt konsumerande jaget och för vilka intressen?

## Priser
- Bästa dokumentarserie, Broadcast Awards [5]
- Årets historiska film, Longman-History Today Awards [6]

## Mottagande
The Century of the Self har idag ett IMDB-betyg på 8,9.
The Century of the Self blev också nominerad till ett antal andra priser:
- Bästa dokumentarserien, Royal Television Society
- Bästa dokumentarserien, Grierson Documentary Awards
- Bästa dokumentär, Indie Awards

## Avsnitt
1. "Happiness Machines" (sändes ursprungligen 17 mars 2002)
2. "The engineering of consent" (sändes ursprungligen 24 mars 2002)
3. "There is a Policeman Inside All Our Heads; He Must Be Destroyed" (sändes ursprungligen 31 mars 2002)
4. "Eight People Sipping Wine in Ketterling"  sändes ursprungligen 7 april 2002)